# راده (نوی وولمشتورف)
راده (به آلمانی: Rade) یک منطقهٔ مسکونی در آلمان است که در نوی وولمشتورف واقع شده‌است. راده ۷۶۳ نفر جمعیت دارد.